# Desa Pandai (administrativ by i Indonesien, lat -8,21, long 124,27)
Desa Pandai är en administrativ by i Indonesien.   Den ligger i provinsen Nusa Tenggara Timur, i den sydöstra delen av landet, 1 900 km öster om huvudstaden Jakarta.